# Lỗ châu mai

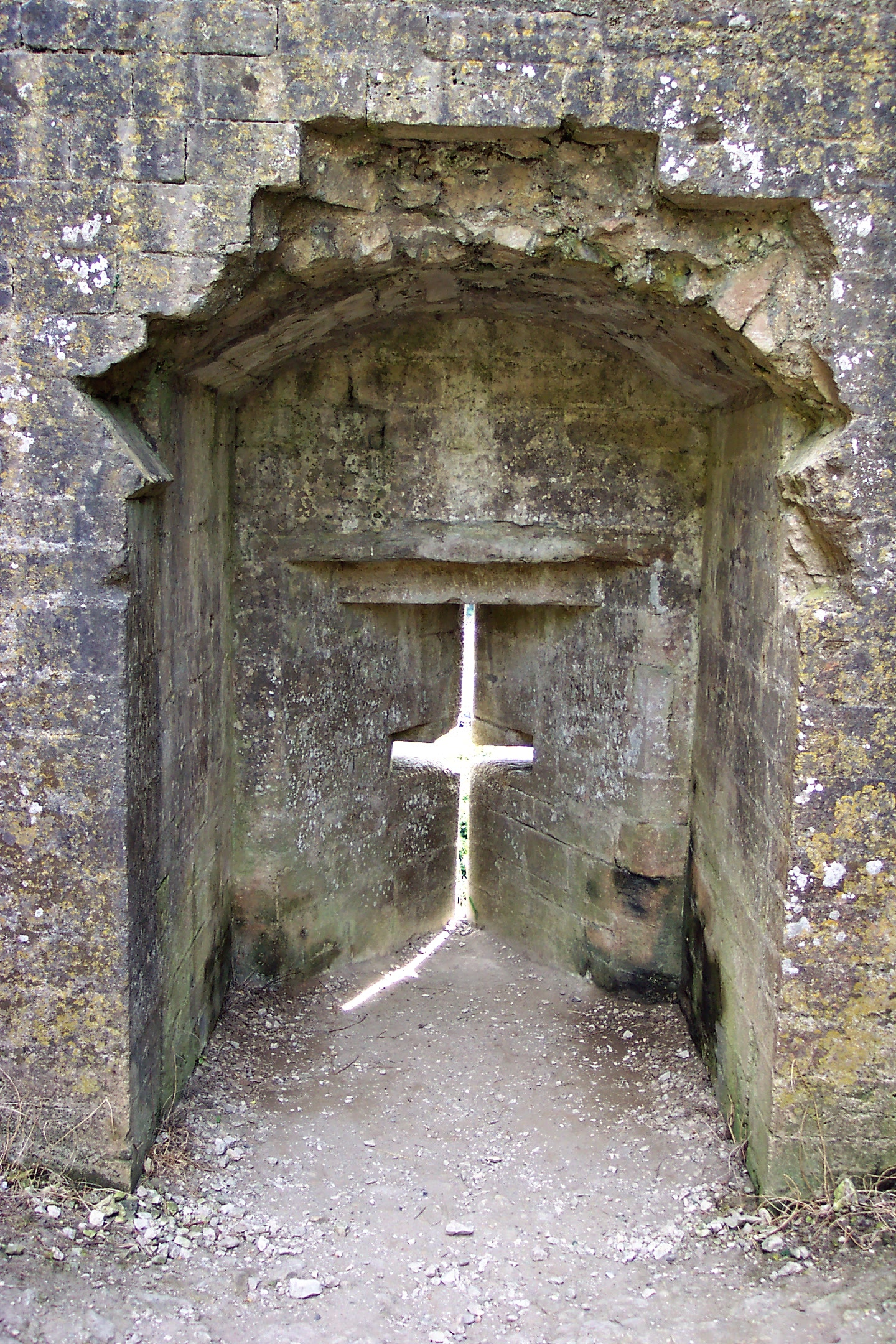
Chỗ châu mai ở Lâu đài Corfe.

Lỗ châu mai là một khe hở, nhưng không quá nhỏ, đủ có thể nhìn qua được. Lỗ châu mai thường được xây ở phía trên hay phần dưới của công trình quân sự như pháo đài, lô cốt,... Cũng có thể thấy được lỗ châu mai trên các tháp pháo xe tăng, xe bọc thép... mà qua đó một xạ thủ có thể đặt súng, cung tên vào khe hở và bắn trả đối phương.
Các bức tường bên trong, phía sau lỗ châu mai thường được cắt bỏ ở một góc xiên (>30 độ) để các xạ thủ có một tầm nhìn và góc bắn rộng. Lỗ châu mai có rất nhiều dạng. Một dạng phổ biến và dễ nhận biết là hình chữ thập. Góc độ thẳng đứng và lỗ nhỏ cho phép cung thủ tự do thay đổi độ cao và hướng của tầm bắn nhưng lại làm cho phía quân của đối phương tấn công khó khăn hơn vì chỉ có một mục tiêu ngắm bắn khá nhỏ. Để tiêu diệt được kiểu phòng ngự này cần phải sử dụng số quân áp đảo mới có thể thắng.
Lỗ châu mai thường có mặt trong các bức tường bao của các kiến trúc phòng ngự thời trung cổ. 
Trong Chiến tranh thế giới thứ hai, khi quân Đồng minh đổ bộ lên đảo trận Iwo Jima, quân Nhật đã áp dụng cách này để đánh trả đối phương. Quân Mỹ dù chiến thắng nhưng thiệt hại rất nhiều, một phần vì do chiến thuật của quân Nhật. Đặc biệt, cách cố thủ trong các lô cốt và dùng vũ khí đặt qua lỗ châu mai để tiêu diệt quân đối phương còn rất hiệu quả khi đối phó với chiến thuật biển người. Cách này được Quân đội nhân dân Việt Nam sử dụng trong chiến tranh biên giới Việt-Trung .
Trong chiến dịch Điện Biên Phủ 1954, khi quân Pháp sử dụng lỗ châu mai để cản bước tiến của Quân đội Việt Nam, anh hùng Phan Đình Giót đã lao cả thân mình vào bịt kín lỗ châu mai của quân Pháp, cách nơi anh đang băng bó khoảng 200m. Khi lỗ châu mai bị che lấp, hỏa điểm của quân Pháp bị dập tắt, bộ đội Việt Nam đã nhanh chóng xông lên tiêu diệt cứ điểm Him Lam trong ngày 13 tháng 3. Đây là trận đánh mở màn thắng lợi trong chiến dịch Điện Biên Phủ.

## Lịch sử
Các ghi nhận về lỗ châu mai đầu tiên được cho là do Archimedes sáng chế để kháng cự quân Cộng hòa La Mã trong cuộc bao vây Syracuse ở 214-212 TCN. Khe hở này có chiều cao của một người đàn ông còn chiều rộng tương đương lòng bàn tay, cho phép bắn cung và nỏ từ bên trong các bức tường của thành phố. 
Các lỗ châu mai tiếp tục được áp dụng cho các pháo đài phòng thủ thời Đế quốc La Mã. Vào thời người Norman cai trị nước Anh, các lâu đài không còn sử dụng lỗ châu mai mà chỉ xuất hiện trở lại trên kiến trúc quân sự vào cuối thế kỷ 12, với những lâu đài Dover và Framlingham ở Anh, và Château Gaillard của Richard I ở Pháp. Trong thời kỳ đầu, các lỗ châu mai được bố trí để bảo vệ một số phần quan trọng trên bức tường lâu đài, chứ không phải là tất cả các mặt của nó. Đến thế kỷ 13, hầu hết các pháo đài ở Anh đều có hệ thống lỗ châu mai.

## Thiết kế

Một lỗ châu mai ở Pháo đài Cité de Carcassonne. Độ dày của tường thành được giảm xuống còn 70cm để đảm bảo đủ khe hẹp và mở rộng góc bắn thêm 35°

Ở dạng đơn giản, một lỗ châu mai là một khe dọc mỏng. Tuy nhiên, phụ thuộc các loại vũ khí khác nhau do quân phòng thủ sử dụng sẽ quyết định các hình thức của lỗ châu mai. 
Lỗ châu mai mà được sử dụng phổ biến nhất đó là lỗ châu mai hình chữ thập. Để mở rộng tầm nhìn và góc bắn cho người sử dụng thì những bức tường ở bên trong của lỗ châu mai sẽ được loại bỏ một góc xiên. 
Cấu trúc đơn giản nhất của lỗ châu mai là những khe hở theo chiều dọc và khá mỏng và được xây dựng với kích thước tùy thuộc vào các loại vũ khí của từng quân phòng thủ sử dụng. Chính vì vậy mà trong quân sự, lỗ châu mai sẽ có nhiều loại khác nhau và được xây dựng để phù hợp với việc chiến đấu nhất có thể. 
Ở phần đầu khe hở của lỗ sẽ có một hốc dùng để làm rộng, người chiến sĩ cũng nhờ vào hốc này mà có thể đến gần hơn với lỗ châu mai mà không bị quá hạn chế về diện tích khi chiến đấu. Trên thực tế thì chiều rộng của lỗ châu mai sẽ được thiết kế để phù hợp với vũ khí còn những yếu tố khác về tầm nhìn sẽ được tăng cường và khắc phục bằng việc thiết kế thêm các lỗ ngang. Với nhu cầu sử dụng thì sẽ có lúc một vũ khí sẽ cần được liên kết với nhiều hơn một lỗ châu mai thay vì chỉ đặt ở một vị trí nhất định. Khi đó thì nó sẽ được gọi với cái tên đó là nhiều lỗ châu mai.

## Sách chuyên khảo
- Friar, Stephen (2003), The Sutton Companion to Castles, Stroud: Sutton Publishing, ISBN 978-0-7509-3994-2
- Jones, Peter; Renn, Derek (1982), "The military effectiveness of Arrow Loops: Some experiments at White Castle", Château Gaillard: Études de Castellologie médiévale, IX–X, Centre de Recherches Archéologiques Médiévales: 445–456